# Kardos
Kardos ist eine ungarische Gemeinde im Kreis Szarvas im Komitat Békés.

## Geografische Lage
Kardos liegt ungefähr 15 Kilometer südöstlich der Kreisstadt Szarvas. Nachbargemeinden sind Örménykút, Csabacsűd und Kondoros.

## Geschichte
Kardos erhielt 1989 den Status einer selbständigen Gemeinde.

## Gemeindepartnerschaften
- Betzendorf, Deutschland
- Medveș, Rumänien
- Veľké Dravce, Slowakei

## Sehenswürdigkeiten
- Sándor-Petőfi-Büste (Petőfi Sándor-mellszobor), erschaffen von Tibor Túri Török

## Verkehr
Durch den Ort verläuft die Hauptstraße Nr. 44 von Szarvas nach Békéscsaba.  Der nächstgelegene Bahnhof befindet sich gut fünf Kilometer nordwestlich in der Großgemeinde Csabacsűd.